# 石岡水壩
石岡壩是台灣經濟部水利署中區水資源分署所管理的攔河堰，於1977年完工營運，位在大甲溪下游，屬於臺中市境內，南岸屬石岡區，北岸為東勢區，流域面積1,061平方公里，約佔大甲溪全流域面積之85%，為大甲溪流域下游水資源運用樞紐；主要功能在於調節大甲溪流域尖峰發電尾水及河川水資源，並提供大台中地區公共給水及灌溉用水。

## 沿革
大甲溪全長140公里，流域面積1,236平方公里，為全台灣水力資源最豐富的河川之一。1969年政府開始興建德基水庫，完成後與既有的青山壩、谷關水庫、天輪壩及社寮電廠一同利用大甲溪水資源。1973年6月，為配合德基水庫完工後多目標利用，經濟部水資會、水利局、台電公司及公共工程局共同規劃完成石岡壩綜合開發計畫，以改善現有灌溉區引水機能，並開發新灌區，以及供應大台中地區公共用水與工業用水，台灣省政府於1974年3月研擬工程計畫，責由台灣省水利局負責執行，於1974年10月底開工，1977年10月竣工。

## 標的
石岡壩是多目標綜合開計劃水利工程，標的包括發電尾水調節、現有灌區取水功能改善與公共及工業給水等。在灌溉方面，拓建現有八寶圳及葫蘆墩圳之進水口及輸水路，以供應車籠埔及大肚山兩新灌區所需；在民生用水方面，除烏溪下游北岸部分地區係引用烏溪水源之外，大台中地區（包括台中港工業區）地面水均引自大甲溪，由石岡壩引水經處理後設置管線經豐原、大雅至大肚山東麓，並設置淨水廠處理原水後，透過引水隧道供台中港地區使用，另由石岡埋設管線至朴子口淨水廠處理後輸送至豐原，再延伸供應北屯配水池供台中市（範圍包括北屯、
西屯、南屯、中區、東區、西區、南區、北區、豐原、潭子、神岡、清水、梧棲、沙鹿、大甲、后里、東勢、新社、大雅、太平、大里、霧峰、烏日、大肚區及龍井等區）公共用水。

## 基本資料
- 集水區面積：1,061平方公里
- 滿水位面積：0.645平方公里
- 滿水位標高：274公尺
- 有效容量：113萬立方公尺

## 地震影響
在1999年921大地震以前，大台中地區之公共用水量每日約需110萬噸，其中90萬噸係由石岡壩提供原水。車籠埔斷層錯動引發921地震，破裂帶轉向並延長，直接通過石岡大壩第16號溢洪道，地表抬升約10公尺，右岸提升2.2公尺，因為不同抬升高程影響而造成壩體受到擠壓變形破壞，造成石岡壩原有16、17、18號閘門及土木設施全毀無法修復外，其餘各閘門亦因地表錯動擠壓產生扭曲變形，使得閘門樞軸偏閉軌跡已非正常路徑，造成啟閉困難並且無法有效水密。由於地震來襲時石岡壩蓄水量不大，並未產生巨大的潰壩洪水，卻使大台中地區面臨缺水困境。震災之後搶修工作立即展開，1999年12月恢復石岡壩引水，2000年底緊急復建工程全部完工，大壩修復後壩長由原本的352公尺縮短為275.5公尺，每日可供應大台中地區的民生用水則降為65萬至70萬噸，不足的水源由鯉魚潭水庫支援。雖然災後緊急搶修尚能維持蓄水及供水功能，十年期間僅利用功能局部改善以滿足供水需求；2007年將堰體上之水工機械及相關電氣設備進行汰舊換新，2008年3月開始進行更新工程，2010年9月底完成閘門更新。
大地震後，石岡水壩部份受損壩體目前被保留起來，作為「國家震災景觀紀念地」，並於第16號溢洪道後方設置魚道，維護大甲溪魚類生態。

## 相片

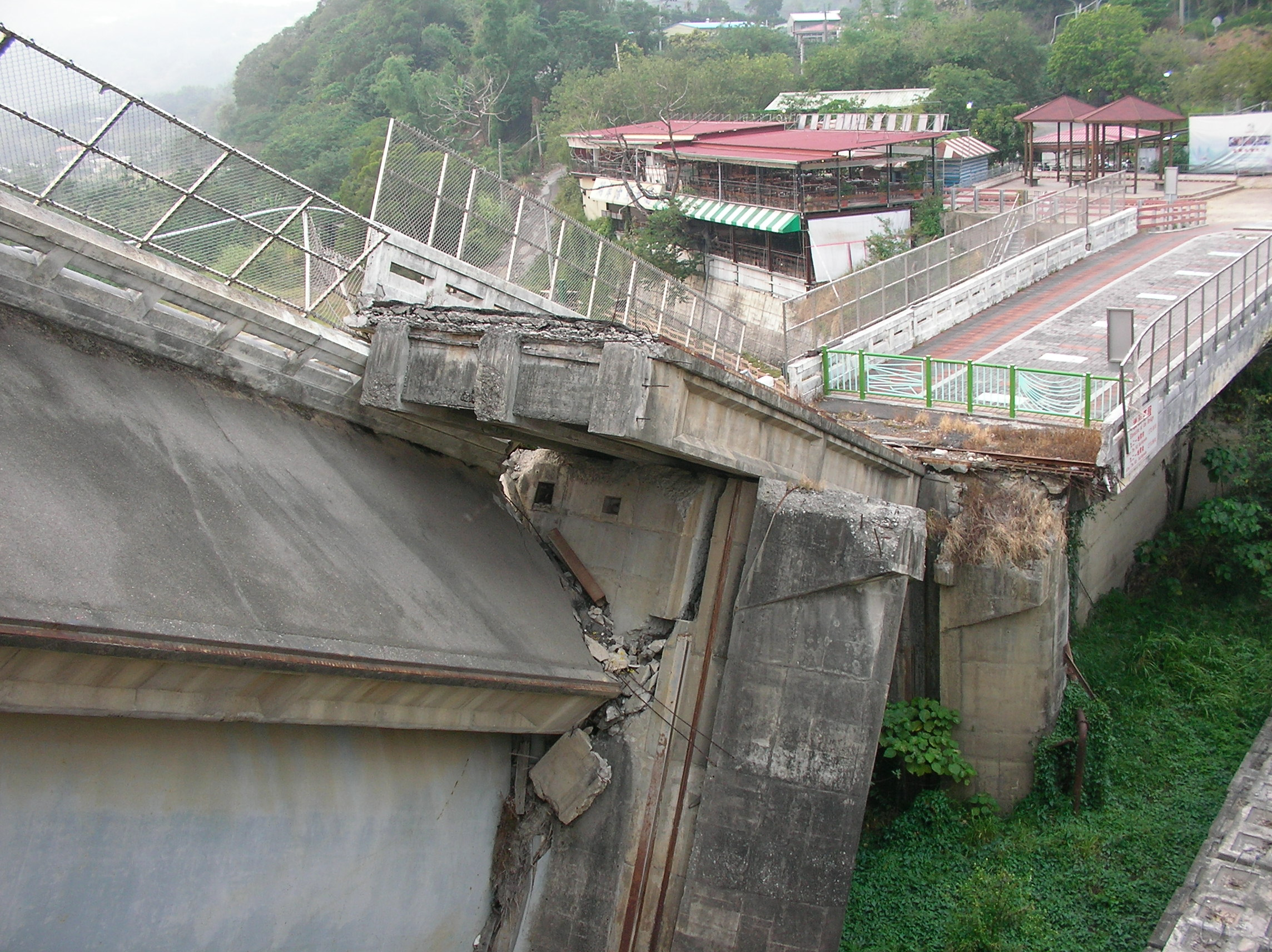
斷層區
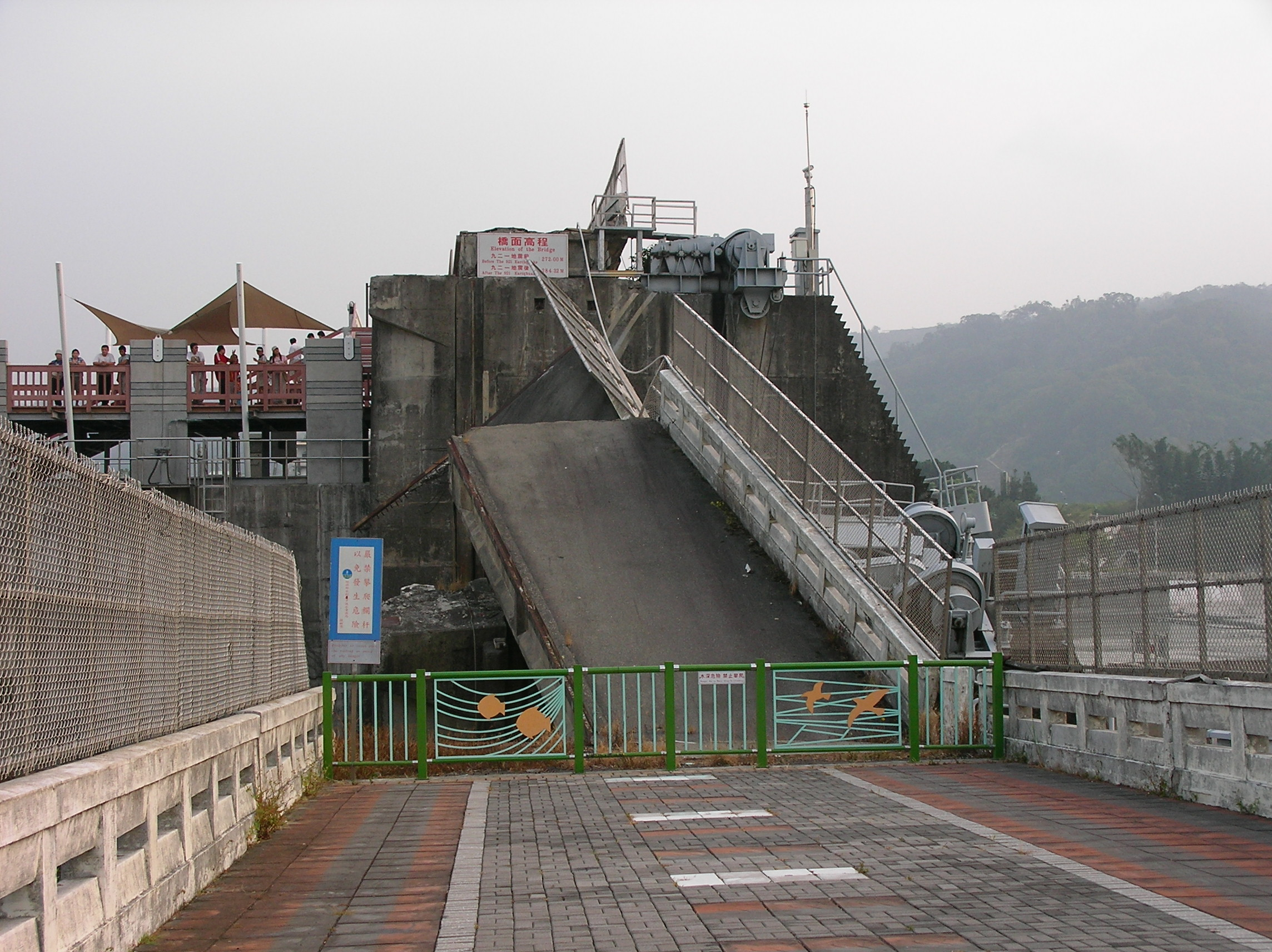
斷層走廊
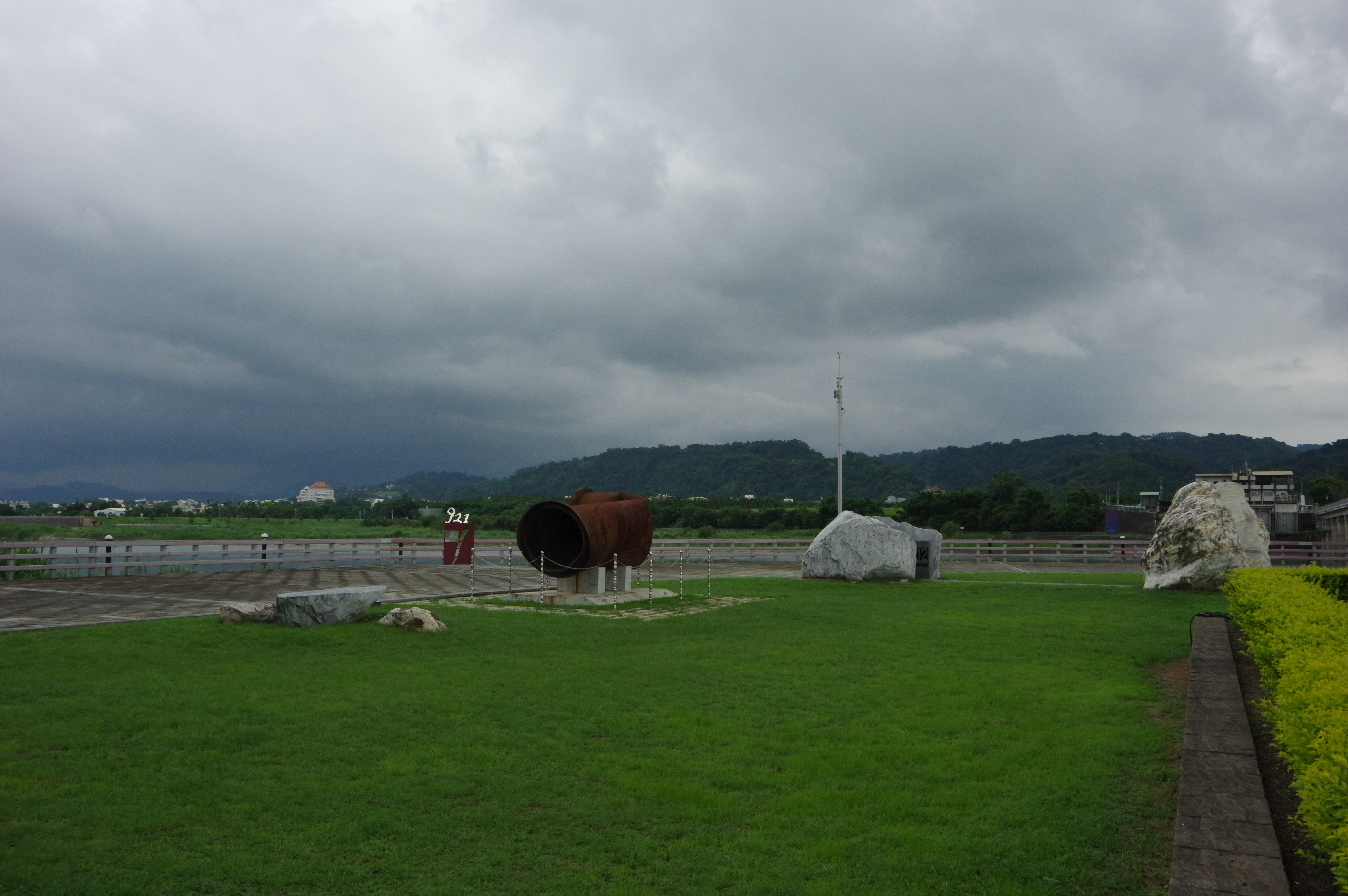
石岡壩旁的921地震公園

## 外部連結
- 經濟部水利署全球資訊網 石岡壩水庫 （页面存档备份，存于）
- 【石岡鄉觀光旅遊網】景點介紹 石岡水壩(國家震災景觀紀念地
- 台灣水庫即時水情 （页面存档备份，存于）